# Stefan Petzner
Stefan Petzner (Tamsweg, 17 gennaio 1981) è un politico austriaco.
È stato Segretario nazionale della BZÖ (Alleanza per il Futuro dell'Austria) succedendo a Jörg Haider subito dopo la tragica morte di quest'ultimo.

## Biografia
Laureato in giornalismo presso la Alpen-Adria-Universität Klagenfurt con una tesi sul cantante carinziano Udo Jürgens, nel 2004 è diventato portavoce del governatore carinziano della BZÖ (Alleanza per il Futuro dell'Austria) Jörg Haider.
Il 12 ottobre 2008, all'indomani dell'improvvisa morte del leader austriaco, Stefan Petzner è stato nominato all'unanimità presidente nazionale della BZÖ (Alleanza per il Futuro dell'Austria) diventando il più giovane segretario di partito in Austria.
Qualche giorno dopo, però, ha dichiarato in un'intervista radiofonica di aver avuto una relazione particolare con il politico carinziano che ha definito l'uomo della mia vita. L'intervista è stata giudicata oltraggiosa dal suo partito, che l'ha sostituito nel ruolo di segretario con Josef Bucher.